# Catuvolco
Catuvolco (... – 53 a.C.) è stato un principe gallo (o un magistrato supremo) che condivise con Ambiorige il governo del popolo gallico degli Eburoni, stanziato tra la Mosa e il Reno.

## Guerre galliche
I due sovrani, istigati da Induziomaro di Treviri, misero in atto un'insurrezione contro i romani, nel 54-53 a.C.
Quando l'anno successivo Giulio Cesare iniziò a devastare il territorio degli Eburoni, Catuvolco, avanti con gli anni e ormai incapace di reggere le fatiche della guerra e di darsi alla fuga, si avvelenò con il tasso, dopo aver scagliato maledizioni nei confronti di Ambiorige.